# Tiberius Julius Alexander
Tiberius Julius Alexander (aussi nommé Tibère Alexandre) est un gouverneur romain issu de l’ordre équestre et un général de l'Empire romain du Ier siècle.
Né dans une riche famille juive d’Alexandrie, il est le neveu de Philon d'Alexandrie. Son père Alexander était Alabarch d'Alexandrie, un poste de haut fonctionnaire qui correspond à directeur des douanes. Probablement très hellénisé, il s'éloigne des pratiques de la religion juive. Il devient sous-préfet (épistratège) de Thébaïde (Égypte) en 42, puis est promu procurateur de Judée (46-48) par l'empereur Claude.
Il aurait fait partie de l’état-major de Cnaeus Domitius Corbulo lors de ses campagnes contre les Parthes en 62-64. En 66, il escorte avec le gendre de Corbulo, le roi Arsacide d'Arménie Tiridate jusqu'à Rome pour y être couronné par Néron, « amenant comme otages trois de ses neveux ainsi que les enfants de son vassal Monobaze II d'Adiabène ». Cette traversée de l'empire depuis l'Euphrate est décrite comme « une sorte de marche triomphale ».
En mai de la même année, Néron le nomme préfet d'Égypte (66-69) ; il engage alors ses légions contre les Juifs alexandrins lors de violences ethniques qu’il réprime brutalement. Grâce à son soutien à Vespasien, qu'il fait reconnaître empereur par ses légions dès le 1er juillet 69, il contribue à son accession au trône. En 70, il seconde Titus lors du siège de Jérusalem. Il obtient un titre de préfet, sans que l'on parvienne à déterminer à quel poste cela correspondait, puis disparaît de l'histoire alors que Titus est retourné à Rome (fin 70-début 71).

## Biographie
« On est assez bien renseigné sur Tiberius Julius Alexander par des passages dans Flavius Josèphe, dans les inscriptions et papyrus égyptiens, ainsi que dans les sources romaines ».

### Origines

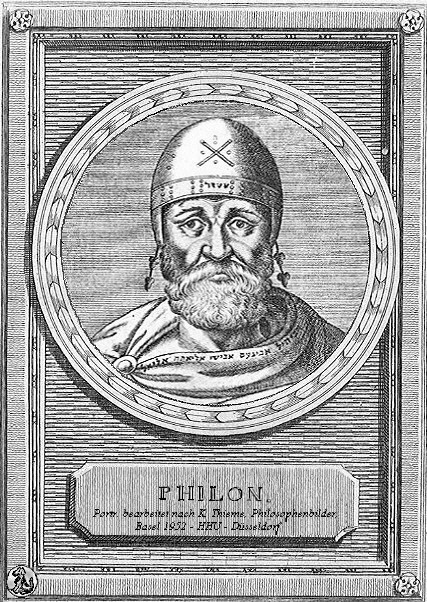
Philo Judaeus d'Alexandrie, oncle de Tibère Alexandre (1584)

Les origines de Tiberius Julius Alexander sont connues par l’historien juif Flavius Josèphe, son contemporain, plus jeune que lui d'une génération. Il est probablement né sous le règne de l'empereur Tibère (ca 15). Son père (Marcus nommé également Alexander) était un Juif d’Alexandrie, haut fonctionnaire (Alabarch). La signification exacte de ce terme est débattue, mais il peut faire référence à un représentant de la communauté juive auprès des autorités romaines. Les historiens modernes l'interprètent comme contrôleur des droits de douane. Marcus Alexander avait la citoyenneté romaine, un privilège rare parmi les Juifs d'Alexandrie et l'a donc transmise à ses fils.
Il aurait également eu des relations commerciales et financières avec le roi du Judée Hérode Agrippa Ier, petit-fils de Hérode le Grand et avec Antonia Minor, mère de l'empereur Claude. C'est notamment son père qui, vers 35, prête une grosse somme d'argent à Agrippa, alors que celui-ci est ruiné, pour lui permettre de se rendre à Rome et d'y mener un train de vie digne de son rang. Un investissement décisif, puisqu'à l'issue de quelques péripéties, grâce à son séjour romain, l'empereur Caligula sortira Hérode Agrippa de prison, pour le nommer roi juif de Trachonitide, au printemps 37. Un autre membre en vue de la famille de Tiberius Alexander était son oncle, le philosophe Philon d'Alexandrie. Le frère plus jeune de Tibérius Alexander était Marcus Julius Alexander, qui reprit les activités commerciales de leur père.
Tiberius Alexander semble avoir participé avec son oncle Philon à l'ambassade des Juifs d'Alexandrie auprès de Caligula en 39-40. Lors de sa rencontre avec Flavius Josèphe, Tiberius Alexander se fait blâmer « fermement mais discrètement » pour son impiété et son non-respect des coutumes ancestrales. Flavius Josèphe respecte ses amitiés et ses mentions de Tiberius Alexander « sont ou bien neutres, ou très élogieuses ». On ne sait s'il était montré du doigt comme un apostat du judaïsme, plaçant les intérêts de l’empire avant ceux de sa religion, ou s'il était critiqué pour son soutien à l’occupant romain.
Il continue néanmoins de profiter des rapports qu’entretient toujours sa famille auprès des puissants de l’Empire, même après la mort de Caligula. Son frère Marcus épouse en 41 la toute jeune Bérénice, après que l'empereur Claude eut parrainé leurs fiançailles,,. Bérénice est la fille d’Hérode Agrippa Ier devenu roi de Judée en 39, tout en conservant ses anciens territoires.

### Ses débuts dans l'administration impériale
Après que Claude est devenu empereur en 41, et peut-être grâce à la médiation d'Agrippa Ier, Tiberius Alexander entre dans l'armée romaine et dans la vie publique romaine. Malgré les désavantages de ses origines alexandrine et juive, il accède à la carrière équestre.
Un des premiers postes qu’il a occupés fut celui de sous-préfet (épistratège) de Thébaïde en 42, une des trois subdivisions de l’Égypte romaine. Ce poste administratif et juridique n'impliquait aucun commandement militaire et était « un poste de débutant dans la carrière procuratorienne ». Il pourrait avoir gardé le contact avec son frère Marcus, qui négociait dans le même secteur jusqu'à sa mort prématurée en 43 ou 44.
Il est promu procurateur de Judée en 46 par Claude,, alors que depuis deux ans la province est de nouveau directement administrée par Rome après la mort du roi Agrippa Ier. Ses origines juives et son respect des coutumes lui permettent d'apaiser l’agitation de cette région. Son administration est toutefois marquée par une importante famine, ce qui entraîne quelques troubles. Pour y mettre fin, il fait mettre à mort par crucifixion Simon et Jacques, fils d'un rebelle nommé Judas le Galiléen,, fondateur de ce que Flavius Josèphe nomme la « IVe philosophie » et que leurs adversaires, Juifs ou Romains, nomment ou rangent parmi les Galiléens. Il est possible qu'à ce moment cette philosophie active avait déjà pris le nom de « Zélote », toutefois cela est contesté par certains historiens pour qui le mouvement zélote naît au début de la Grande révolte juive (66),, ou d'autres pour qui ce mouvement naît entre ces deux dates, mais est différent du mouvement des sicaires issu de la IVe philosophie.
Il est remplacé en 48 par Ventidius Cumanus en Judée.

### Activités sous Néron
On ignore presque tout de ses activités jusqu'au règne de Néron, où l'on sait qu'il aurait fait partie de l’état-major de Cnaeus Domitius Corbulo lors de ses campagnes contre les Parthes. Les Romains ont sérieusement été malmenés durant ces campagnes. La paix qui a été conclue à Rhandeia entre les Parthes et l'Empire romain en l'an 63,, accordait que l'Arsacide Tiridate resterait sur le trône arménien, mais comme client des Romains. En 66, Tiberius Alexander escorte avec le gendre de Corbulo, le roi d'Arménie Tiridate jusqu'à Rome pour y être couronné par Néron, « amenant comme otages trois de ses neveux ainsi que les enfants de son vassal Monobaze d'Adiabène,. » Dion Cassius raconte :

« Tiridate vint à Rome, amenant avec lui non seulement ses enfants, mais aussi ceux de Vologèse, de Pacorus et de Monobaze ; leur marche à travers tout le pays depuis l'Euphrate fut une sorte de marche triomphale. »

En mai 66, Néron nomme Alexander Préfet d'Égypte, l'un des deux postes les plus prestigieux disponibles pour un chevalier avec celui de préfet de la garde prétorienne. Il pourrait avoir profité du penchant hellénophile de Néron ainsi que de sa connaissance de l’Égypte. L’année de son investiture voit le déclenchement de la première guerre judéo-romaine en Judée qui provoque également de graves troubles entre les Grecs et les Juifs d’Alexandrie. Alexander envoie des médiateurs et appelle au calme les Juifs, menaçant d’utiliser les légions romaines si les violences ne cessent pas.

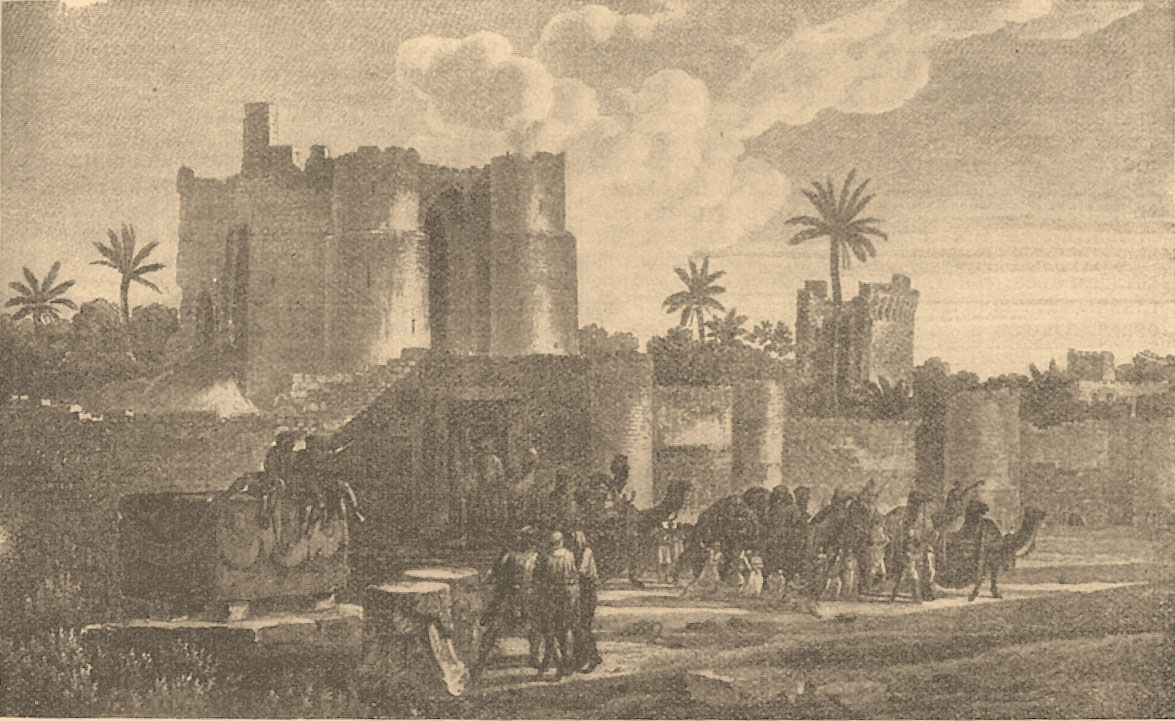
Porte du quartier du Delta à Alexandrie (illustration de 1905)

Tibère Alexandre met alors sa menace à exécution : deux légions et deux mille auxiliaires libyens sont envoyés dans Alexandrie dévaster le quartier juif du Delta où ils massacrent, pillent et incendient les maisons, faisant selon Flavius Josèphe cinquante mille victimes. Malgré cela, Tibère Alexandre est également connu pour avoir protégé les pauvres contre la fiscalité usurière, grâce à un décret publié en juillet 68 dont on a découvert le texte en 1818 dans l'oasis de Khargeh.
En 68-69, Tibère Alexandre conserve ses fonctions pendant « l'année des quatre empereurs » et en particulier pendant le règne de Galba (68-69).

### Soutien à Vespasien et à son fils Titus

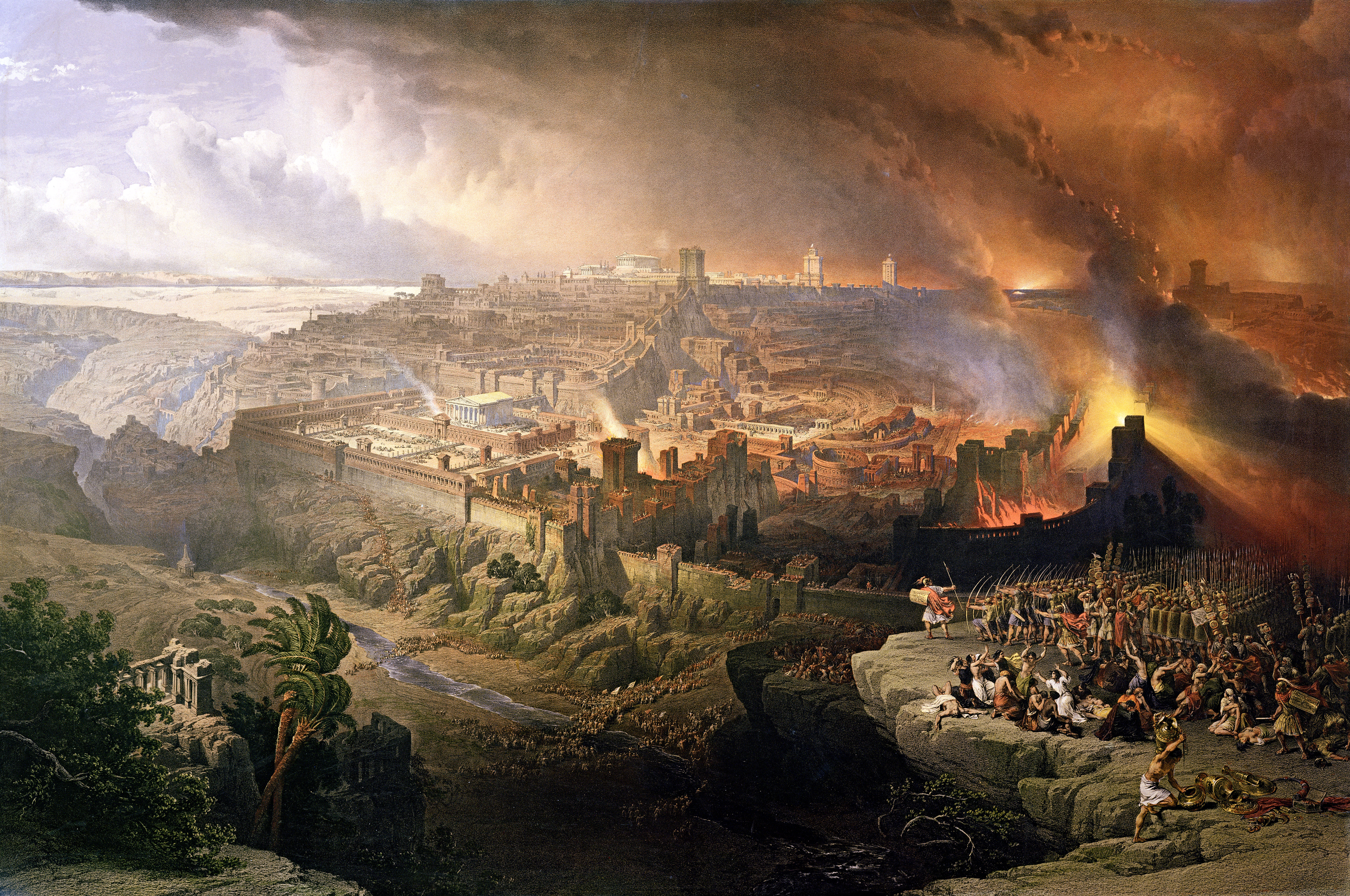
Le siège et la destruction de Jérusalem, par David Roberts (1850).

En 69, Tibère se rallie à Vespasien, le commandant des forces romaines de Judée. L’allégeance de Tibère Alexandre, qui avait sous ses ordres deux légions et contrôlait l'Égypte, l'un des greniers à blé de l’empire revêt une importance cruciale en faveur de Vespasien. Il interrompt alors les envois de blés vers Rome. Le 1er juillet 69, Tibère Alexandre est le premier à faire acclamer Vespasien par ses légions. Son exemple est suivi par toutes les autres légions d’Orient et l'anniversaire de l'accession de Vespasien au trône, sera plus tard célébré à cette date,. Toutefois, Flavius Josèphe, contemporain des faits, mais aussi l'obligé de Vespasien et de son fils Titus, donne une chronologie différente, dans laquelle Vespasien est d'abord proclamé à Césarée par ses troupes, puis soutenu par le légat de Syrie avant le ralliement de Tibère Alexandre. Cette dernière version a le mérite de rendre moins téméraire et moins aléatoire l'initiative de Tibère Alexandre, ce qui selon Mireille Hadas-Lebel lui ajoute de la vraisemblance.
Vespasien se rend rapidement en Égypte, laissant la guerre de Judée sous le commandement de Titus. Tibère Alexandre est alors envoyé en Judée pour seconder Titus. Il participe probablement au siège de Jérusalem jusqu’à la prise de la ville en août 70. Toutefois, Flavius Josèphe ne le mentionne qu'une seule fois pendant tout le siège qu'il raconte pourtant en détail. La veille de l'incendie du Temple de Jérusalem, et donc vers la fin août, il fait partie des hauts dirigeants participants au conseil convoqué par Titus, pour décider si oui ou non, le Temple serait incendié. Il est alors « commandant de toutes les troupes » (Praefectus catrorum).

### Suite de sa carrière
La dernière mention de Tiberius Alexander dans les sources antiques est son envoi en Judée pour soutenir Titus lors du siège de Jérusalem que relate Flavius Josèphe dans la Guerre des Juifs. La vie de Tibère Alexandre sous le règne de Vespasien reste assez méconnue. S'il reste en Judée, il participe probablement ensuite aux opérations militaires qui se poursuivent, notamment en direction de la mer Morte, bataille de la forêt de Jardes et prise de la forteresse de Macheronte, alors que Titus déploie une activité diplomatique en Syrie. On ignore s'il a participé au triomphe de Vespasien et Titus (fin décembre 70 ou au cours de l'année 71) à Rome.
Un papyrus égyptien détérioré mentionne qu’il a obtenu le titre de préfet du prétoire, ce qui correspond à sa fonction de « commandant de toutes les troupes » (Praefectus catrorum) lors du siège de Jérusalem. Ce qui semble corroboré par le fait que le papyrus a été retrouvé en Égypte et que c'est en Égypte que Vespasien l'a nommé à la mi juillet 69 pour aller rejoindre Titus et diriger les armées du siège. Toutefois, étonné de le voir ainsi disparaître de l'histoire, des critiques ont émis l'hypothèse qu'il serait devenu préfet de la garde prétorienne à Rome, ce qu'aucune autre source ou inscription ne corrobore. Dans les deux cas, Alexander atteignit une position dans l'Empire romain sans précédent pour un Juif de naissance, qui plus est d’origine égyptienne. Pierre Vidal-Naquet estime sa « carrière brillante, mais strictement orientale ».
Les partisans de la seconde thèse s'appuient aussi sur le poète Juvénal qui raille dans ses Satires un Égyptien ayant eu le titre d'Arabarches, ce qui rappelle le père de Tibère Alexandre, et une statue honorifique sur le forum « Atque triumphales, inter quas ausus habere Nescio quis titulos Ægyptius atque Arabarches, Cujus ad effigiem non tantum mejere fas est », ce qui peut se traduire comme suit : « les statues des généraux triomphateurs, parmi lesquels ose avoir son inscription je ne sais quel Égyptien, un percepteur de là-bas, s’il vous plaît. Ah, contre cette effigie-là, permission de pisser, pour le moins ». Mais cette phrase de Juvénal peut tout aussi bien concerner Tibere Alexander même s'il n'a pas été Préfet du Prétoire à Rome et même pourrait-on dire, au contraire.
Il est possible que Tiberius Iulius Alexander Iulianus qui est consul suffect en 117, soit son fils ou son petit-fils.

## Croyances et pratiques religieuses
Il est très difficile d'apprécier si Tiberius Alexander avait abandonné ou pas les croyances et les pratiques de ses ancêtres. « Les tentatives de catégoriser tel ou tel comportement dépendent de la place que l'on peut apporter à tel ou tel témoignage ». On sait que les différentes étapes du cursus honorum impliquait des pratiques apparemment incompatibles avec les croyances et les pratiques juives. Tiberius Alexander a dû être placé devant l'alternative, soit éviter certaines obligations du cursus honorum, soit renier les traditions juives afin de participer aux cultes traditionnels romains. Aucun des témoignages, quels que soient leur nature, ne permet de démontrer une « apostasie » de sa part. Il est donc impossible de savoir quelle a été son attitude. Pour Simon Claude Mimouni, il est possible qu'il n'ait pas été obligé de choisir.